# نيلوفر جميل
نيلوفر جميل (الاسم العلمي:Nymphaea pulchella) هو نوع من النباتات يتبع جنس النيلوفر من الفصيلة النيلوفرية.